# Жургавань
Жургавань — деревня в Кемеровском районе Кемеровской области. Входит в состав Елыкаевского сельского поселения.

## География
Центральная часть населённого пункта расположена на высоте 111 метров над уровнем моря.

## Население
По данным Всероссийской переписи населения 2010 года, в деревне Жургавань проживает 119 человек (70 мужчин, 49 женщин).